# Павловци (Брестовац)
Павловци су насељено место у општини Брестовац, у западној Славонији, Република Хрватска.

## О Павловцима
Налази се на путу Пожега - Пакрац. Кроз место протиче река Орљава. У Павловцима се налази подручна основна школа, у коју иду деца из неколико суседних места. Павловци имају и свој фудбалски клуб „Младост“ који окупља младе људе из општине. У Павловцима је католичка црква Светог Петра и Павла, заштитника овог места.

## Историја
До нове територијалне организације налазило се у саставу бивше велике општине Славонска Пожега.

## Становништво
Насеље је према попису становништва из 2011. године имало 190 становника.
| Националност       | 1991.        |
| Хрвати             | 165 (95,93%) |
| Срби               | 5 (2,90%)    |
| Југословени        | 0            |
| остали и непознато | 2 (1,16%)    |
| Укупно             | 172          |